# Helen Tanger
Helen Tanger, född den 22 augusti 1978 i Hardenberg i Nederländerna, är en nederländsk roddare.
Hon tog OS-silver i åtta med styrman i samband med de olympiska roddtävlingarna 2008 i Peking.